# Lista członków T.Love

## Muzycy
Skład podany na podstawie strony zespołu
| Skład | Albumy studyjne |
| --- | --- |
| 1982–1983 - Muniek Staszczyk – śpiew, gitara basowa - Janusz Knorowski – gitara - Jacek Wudecki – perkusja - Darek Zając – instrumenty klawiszowe - Jarosław Woszczyna – saksofon                                                                                   | — |
| 1983–1984 - Muniek Staszczyk – śpiew - Janusz Knorowski – gitara - Wojciech Wierus – gitara - Jacek Śliwczyński – gitara basowa - Jacek Wudecki – perkusja - Darek Zając – instrumenty klawiszowe - Henryk Wosążnik – saksofon                                      | — |
| 1984–1985 - Muniek Staszczyk – śpiew - Janusz Knorowski – gitara - Andrzej Zeńczewski – gitara - Jacek Śliwczyński – gitara basowa - Jacek Wudecki – perkusja - Darek Zając – instrumenty klawiszowe - Piotr Malak – saksofon                                       | - Nasz Bubelon, 1984 |
| 1985–1986 - Muniek Staszczyk – śpiew - Andrzej Zeńczewski – gitara - Jacek Śliwczyński – gitara basowa - Jacek Wudecki – perkusja - Darek Zając – instrumenty klawiszowe - Tom Pierzchalski – saksofon                                                              | - Chamy idą, 1985 |
| 1986–1987 - Muniek Staszczyk – śpiew - Andrzej Zeńczewski – gitara - Rafał Włoczewski – gitara - Jarosław Kowalski – gitara - Jacek Śliwczyński – gitara basowa - Jacek Wudecki – perkusja - Darek Zając – instrumenty klawiszowe - Tom Pierzchalski – saksofon     | — |
| 1987–1989 - Muniek Staszczyk – śpiew - Andrzej Zeńczewski – gitara - Rafał Włoczewski – gitara - Jacek Śliwczyński – gitara basowa - Piotr Wysocki – perkusja - Darek Zając – instrumenty klawiszowe - Waldemar Zaborowski – saksofon - Tom Pierzchalski – saksofon | - Miejscowi – live, 1988 - Wychowanie, 1989 |
| 1990–1991 - Muniek Staszczyk – śpiew - Jan Benedek – gitara - Krzysztof Szymański – gitara - Przemysław Wójcicki – gitara basowa - Robert Szambelan – perkusja | — |
| 1991–1992 - Muniek Staszczyk – śpiew - Jan Benedek – gitara - Krzysztof Szymański – gitara - Przemysław Wójcicki – gitara basowa - Sidney Polak – perkusja | - Pocisk miłości, 1991 |
| 1992–1994 - Muniek Staszczyk – śpiew - Jan Benedek – gitara - Jacek Perkowski – gitara - Paweł Nazimek – gitara basowa - Sidney Polak – perkusja - Romuald Kunikowski – instrumenty klawiszowe                                                                      | - King, 1992 - Dzieci rewolucji 1982–92, 1992 - I Love You, 1994 |
| 1994–2005 - Muniek Staszczyk – śpiew - Maciej Majchrzak – gitara - Jacek Perkowski – gitara - Paweł Nazimek – gitara basowa - Sidney Polak – perkusja | - Prymityw, 1994 - Al Capone, 1996 - Chłopaki nie płaczą, 1997 - BesT.Love, 1998 - Antyidol, 1999 - Model 01, 2001 - T.Live, 2003 - 2004 T.Love Przystanek Woodstock, 2004 |
| 2005–2006 - Muniek Staszczyk – śpiew - Maciej Majchrzak – gitara - Jacek Perkowski – gitara - Paweł Nazimek – gitara basowa - Sidney Polak – perkusja - Michał Marecki – instrumenty klawiszowe                                                                     | - I Hate Rock’n’Roll, 2006 |
| 2007–2017 - Muniek Staszczyk – śpiew - Maciej Majchrzak – gitara - Jan Pęczak – gitara - Paweł Nazimek – gitara basowa - Sidney Polak – perkusja - Michał Marecki – instrumenty klawiszowe                                                                          | - Love, Love, Love – The Very BesT.Love, 2008 - T.Lovestory, 2011 - Old Is Gold, 2012 - T.Love, 2016                                                                       |
| 2022– - Muniek Staszczyk – śpiew, teksty - Jan Benedek – gitara - Jacek Perkowski – gitara - Paweł Nazimek – gitara basowa - Sidney Polak – perkusja | - Hau, hau, 2022 |